# 南塘镇 (乐清市)
南塘镇是中华人民共和国浙江省温州市乐清市下辖的一个镇。
2015年12月7日，浙江省人民政府批复同意调整清江镇管辖范围，增设南塘镇，镇政府驻南塘镇交通中路190号。

## 行政区划
南塘镇下辖以下村级行政区划单位：
南塘社区、里塘村、里红村、外塘村、龙珠塘村、永光村、东山埠村、南浦村、山马村、南塘村、杨洲村、鲤鱼山村、小东塘村、珠北村、珠南村、三江村、江宅村、朝霞村和小横床村。